# Victorious (Schiff, 1896)
Die HMS Victorious war ein Einheitslinienschiff (engl. pre-dreadnought) der Majestic-Klasse, das in den 1890er-Jahren für die Royal Navy gebaut wurde.

## Geschichte
Die Victorious wurde am 28. Mai 1894 in Chatham auf Kiel gelegt, am 19. Oktober 1895 vom Stapel gelassen und am 4. November 1896 der Flottenreserve in Chatham zugewiesen. Am 8. Juni 1897 wurde sie in den aktiven Dienst versetzt und der Mittelmeerflotte zugeteilt, um die Anson zu ersetzen. Am 26. Juni 1897 nahm sie an der Flottenschau in Spithead zu Ehren des Diamantenen Thronjubiläums von Königin Victoria teil.
Im Februar 1898 wurde sie zur China Station abkommandiert. Am 8. August 1903 kehrte sie in die Heimat zurück und wurde nach ihrer Ankunft in Chatham für eine Überholung ausgemustert. Nach dem Abschluss der Arbeiten am 2. Februar 1904 wurde sie in Devonport wieder in Dienst gestellt und der Kanalflotte zugeteilt. Am 14. Juli 1904 wurde sie von dem Torpedoboot TB 113 im Hamoaze gerammt, erlitt aber nur leichte Schäden. Im Rahmen der Umstrukturierung der Flotte von Januar 1905 wurde die Victorious Teil der in Atlantic Fleet umbenannten Kanalflotte.
Am 31. Dezember 1906 wurde sie in Devonport ausgemustert und einen Tag später der Nore Division in der neu etablierten Home Fleet zugeteilt. Am 14. Juli kollidierte sie während eines Manövers im Nebel mit der Majestic, wobei ihr Achterschiff beschädigt wurde. Im Juli 1914 wurde die Victorious zusammen mit der Hannibal, Magnificent und Mars als 9. Schlachtgeschwader zur Verteidigung der Ostküste vor Lincolnshire zusammengefasst. Im Dezember wurde sie in den Tyne versetzt, wo sie ebenfalls als Wachschiff eingesetzt wurde.
Am 4. Januar 1915 wurde sie in Elswick ausgemustert und von September 1915 bis Februar 1916 zu einem Reparaturschiff für die Grand Fleet in Scapa Flow umgerüstet. Am 28. März 1916 kehrte sie für eine Überholung nach Devonport zurück, wo sie in Indus II umbenannt und in Pflege und Wartung gegeben wurde.
Im April 1922 wurde sie von der Marineliste gestrichen und schließlich am 19. Dezember 1922 an A. J. Purves Channel Shipbreaking Co zum Abwracken verkauft.

## Technik

### Schiffsmaße
Die Victorious hatte eine Länge von 128 m, eine Breite von 23 m und einen Tiefgang von 8,20 m. Sie verdrängte zwischen 15.220 t und 17.882 t. Das Schiff hatte einen Freibord von 7,60 m vorn, 5,26 m mittschiffs und 5,64 m achtern. Der Rumpf bestand aus 78 wasserdichten Abteilungen. Das Schiff hatte einen doppelten Boden und war mit zwei Masten ausgestattet. Die Besatzung bestand aus 672 Offizieren und Mannschaften.

### Antrieb
Der Antrieb bestand aus zwei Dreizylinder-Verbunddampfmaschinen, die jeweils eine Welle antrieben und insgesamt 10.000 Shp (7.500 kW) entwickelten, mit denen das Schiff eine Höchstgeschwindigkeit von 16 Knoten (30 km/h) erreichte. Der Dampf wurde von acht Großwasserraumkesseln geliefert. Das Schiff konnte maximal 1.930 t Kohle oder 508 t Heizöl mitführen, was ihm bei 10 Knoten (19 km/h) eine Reichweite von 7.000 Seemeilen (12.964 km) ermöglichte.

### Bewaffnung
Die Hauptbewaffnung bestand aus vier 305-mm-Hinterladerkanonen in zwei Geschütztürmen, einer vorn und einer achtern. Die Geschütze waren auf 187 t schweren Lafetten mit einem Seitenrichtbereich von −150 bis +150 Grad montiert. Die Kanonen selbst wogen 47 t und hatten bei einer maximalen Elevation von 13,5° und einer Mündungsgeschwindigkeit von 716 m/s eine Reichweite von 13.590 m. Sie verschossen 386 kg schwere Granaten mit einer Kadenz von etwa zwei Schuss pro Minute. Die Sekundärbewaffnung bestand aus zwölf 152-mm-Geschützen. Sie waren in Kasematten in zwei Geschützdecks mittschiffs untergebracht. Die Geschütze waren auf Lafetten mit einem Seitenrichtbereich von +30° bis +150° montiert. Die Kanonen selbst wogen 2,2 t und hatten bei einer maximalen Elevation von 20° und einer Mündungsgeschwindigkeit von 544 m/s eine Reichweite von 9.050 m. Sie verschossen 20,4 kg schwere Granaten mit einer Kadenz von etwa fünf bis sechs Schuss pro Minute. Außerdem trug sie sechzehn 76-mm- und zwölf 47-mm-Schnellfeuergeschütze zur Verteidigung gegen Torpedoboote. Darüber hinaus war sie mit fünf 457-mm-Torpedorohren ausgestattet, von denen vier auf der Breitseite im Schiffsrumpf eingelassen waren und das fünfte sich in einer auf dem Deck montierten Abschussvorrichtung am Heck befand.

### Panzerung
Der Panzergürtel bestand aus 229 mm starkem Harvey-Stahl. Er erstreckte sich über eine Länge von 67 m entlang des Rumpfes und bedeckte die Seite des Schiffes bis 1,68 m oberhalb und 2,90 m unterhalb der Wasserlinie. Der Gürtel war über die Barbetten durch ein 356 mm dickes Querschott vorn und ein 304 mm dickes Schott achtern verbunden. Das gepanzerte Deck, dessen Stärke sich zum Bug und zum Heck hin auf 64 mm reduzierte, war in der Mitte 76 mm dick und hatte 102 mm dicke, abgeschrägte Seiten, die an die Unterkante der Gürtelpanzerung anschlossen. Diese Anordnung sorgte dafür, dass jede Granate, die den Gürtel durchschlug, auch das Deck durchdringen musste, bevor sie die Hauptteile des Schiffes erreichen konnte. Die Barbetten waren oberhalb des gepanzerten Decks mit 355 mm starker Panzerung geschützt und unterhalb mit 178 mm. Die Geschütztürme der 305-mm-Geschütze waren an der Front 254 mm und an den Seiten 140 mm dick. Auf der Rückseite hatte die Panzerung 100 mm und auf dem Dach eine Stärke von 50 mm. Die Kasematten der 152-mm-Geschütze waren an der Front 152 mm und an den Seiten 50 mm stark. Das hintere Torpedorohr war mit einem 152 mm dicken Mantel abgedeckt. Der vordere Kommandoturm war vorne und an den Seiten mit 355 mm und auf der Rückseite mit 254 mm dicken Panzerplatten geschützt. Der hintere Kommandoturm war rundherum mit 76 mm starker Panzerung versehen.